# Hub van Laar
Hub van Laar ist eine niederländische Manufaktur für Trompeten und Flügelhörner. Sie hat ihren Sitz in Margraten und existiert seit 1990.

## Instrumente
Die Manufaktur zeichnet sich dadurch aus, dass Käufer ihr künftiges Instrument durch gewisse Veränderungen anpassen lassen können. Es werden Basis-Modelle (bei den Trompeten z. B. die Reihe B1-B9) angeboten, bei denen Material und andere Parameter vom Käufer bestimmt werden können.

## Musiker
Die Instrumente von Hub van Laar werden von vielen international sowie national bekannten Musikern verschiedener Stilistiken (von Klassik bis Jazz) gekauft und gespielt. Die Firma wirbt unter anderem mit verkauften Exemplaren an:
- Arturo Sandoval
- Chuck Findley
- Ack van Rooyen
- Paolo Fresu
- Nils Wülker